# Kordié
Kordie là một tổng thuộc  tỉnh Sanguié ở miền trung Burkina Faso. Thủ phủ là thị xã Kordie. Dân số năm 2006 là 18.124 người.

## Các thị xã và làng xã
Bantolé, Biho, Danié, Diana, Diou, Kanono, Kiro, Lapou, Ninion, Oualguirga, Pelcia, Pelé, Percoa, Poré và Vivio.